# Tacuna minensis
Tacuna minensis is een spinnensoort in de taxonomische indeling van de springspinnen (Salticidae).
Het dier behoort tot het geslacht Tacuna. De wetenschappelijke naam van de soort werd voor het eerst geldig gepubliceerd in 1995 door María Elena Galiano.